# Hydrobiusini
Hydrobiusini es una tribu de coleópteros acuáticos en la subfamilia Hydrophilinae. La tribu contiene 23 especies en 5 géneros.

## Géneros
- Hybogralius
- Hydramara
- Hydrobius
- Limnocyclus
- Limnoxenus